# Kęstutis Kuzmickas
Kęstutis Kuzmickas (ur. 30 marca 1959 w Kownie) – litewski polityk, lekarz i psychoterapeuta, poseł na Sejm, poseł do Parlamentu Europejskiego V kadencji (2004).

## Życiorys
Ukończył w 1982 studia w Instytucie Medycznym w Kownie. Odbył staże zawodowe m.in. w Rosji, Polsce i Niemczech. Specjalizował się w zakresie anestezjologii, następnie również psychiatrii i psychoterapii. Od 1982 pracował w kowieńskim szpitalu uniwersyteckim. W 1994 założył prywatną klinikę, w której podjął praktykę jako psychoterapeuta.
Zaangażował się w działalność polityczną w ramach Nowego Związku. W 2000 został radnym miejskim Kowna, wszedł również w skład zarządu miasta. W latach 2000–2004 zasiadał w Sejmie Republiki Litewskiej. Od 2003 pełnił funkcję obserwatora w Parlamencie Europejskim, od maja do lipca 2004 sprawował mandat eurodeputowanego V kadencji w ramach delegacji krajowej. Później pełnił funkcję attaché ds. zdrowia w litewskim przedstawicielstwie przy Unii Europejskiej. Związał się z Litewską Partią Regionów.